# Гіппій (тиран)
Гіппій (дав.-гр. Ἱππίας; 570-ті — 490 до н. е.) — тиран Афін у 527—510 до н. е.

## Біографія
Гіппій був старшим сином Пісістрата і, як стверджує традиція, найбільш серйозним і здатним до політики з його синів: його молодшого брата Гіппарха традиція звинувачує в легковажності, яка і стала причиною його загибелі, тоді як інший брат, Фессал, нібито добровільно відмовився від політичної діяльності. Під час вигнання Пісістрата саме він наполягав на необхідності спробувати збройною силою повернутися до влади в Афінах.
Ставши тираном після смерті батька, він продовжував батькову політику: були введені непрямі податки (з верхніх поверхів, сходів, огорож, дверей), але зате удвічі знижений прямий податок (з десятої до двадцятої частки врожаю); тривало укріплення Афін на чорноморських протоках, так що Мільтіад Старший (дядько полководця Мільтіада) заснував афінську колонію на Херсонесі Фракійському; існували тісні, успадковані ще від батька союзні зв'язки з Аргосом, Спартою і фессалійцями. Продовжувалося будівництво і заступництво поетам, зокрема були запрошені найкращі поети того часу: Анакреонт (за ним був посланий спеціальний корабель) і Сімонід Кеоський. У той же час Гіппій був набагато суворішим, ніж його батько: так, батько Мільтіада Кімон, засланий Пісістратом і ним же повернутий, при Гіппії був убитий. Для зміцнення свого становища у 526—525 роках до н. е. обіймав посаду архонта-епоніма.
За повідомленнями античних авторів, Гіппій тримав своїх найманців у суворій дисципліні і прагнув переконати молодшого брата приборкати своє легковажне поводження, проте не зумів: домагання останнім молодого Гармодія Гіфереїда стали причиною змови, жертвою якого впав Гіппарх і ледь не впав Гіппій. За твердженням Арістотеля, Гіппій в пориві гніву особисто вбив Арістогітона.
Після загибелі Гіппарха 514 року Гіппій переходить до політики репресій — страт і вигнань, зокрема знову виганяє з Афін Алкмеонідів на чолі з Клісфеном, які зі свого боку починають боротьбу проти тиранії; їх спроба зміцнити містечко Лепсідрій закінчується провалом; вибиті з Лепсідрія, Алкмеоніди підкуповують Дельфійського оракула, який дає спартанцям повеління повалити тиранію. Перший похід спартанців (в 511 або 510 р.) Гіппию вдалося відбити за допомогою союзної фессалійської кінноти, при чому в бою загинув спартанський цар Анхімолій. Розгнівані цим спартанці негайно вислали нове військо, на чолі з царем Клеоменом, до якого приєдналися і афінські противники тиранії. Гіппій був обложений на акрополі. Як стверджує Геродот, він мав усі можливості витримати облогу, однак побоюючись за долю дітей, спробував вночі непомітно вивести їх з Афін; діти були перехоплені спартанцями, і в результаті Гіппію довелося здатися і покинути Афіни.
Гіппій попрямував в Сігей в Троаді, де правив його єдинокровний брат Гегесістрат. 508 року до н. е. відбулося повстання афінян проти олігархії Ісагора і спартанської інтервенції, і спартанці приходять до думки відновити тиранію Гіппія; однак ця ідея зазнає провалу через відмову всіх союзників брати участь у поході. Гіппій знову повертається до Азії і починає завзято інтригувати при дворі перських сатрапів Лідії і самого перського царя Дарія I, прагнучи повернутися в Афіни з перської допомогою. 490 року до н. е. Гіппій, уже в глибокій старості, бере участь у перській експедиції проти Афін; саме він веде персів і вказує їм як місце табору Марафонську рівнину, де перси і зазнали поразки в Марафонській битві. У тому ж році Гіппій вмирає.
Одружений був на Міріні, дочці афінянина Харма. Свою дочку Архедіку видав за Аянтіда, сина Гіппокла — тирана Лампсака. Про долю сина Гіппія — Пісістрата — відомостей замало.